# Ионафан (Цветков)
Архиепи́скоп Ионафа́н (в миру И́горь Васи́льевич Цветко́в; род. 8 июня 1962, Советская Гавань, Хабаровский край) — архиерей Русской православной церкви; архиепископ Абаканский и Хакасский.
Тезоименитство в Неделю праотец.

## Биография
С 1979 года, по окончании средней школы работал столяром на судоремонтном заводе в городе Советская Гавань, одновременно неся послушание регента хора в храме святого Апостолов Петра и Павла в том же городе.
В 1982 года поступил в Московскую духовную семинарию, на третьем году обучения в которой был принят в братство Троице-Сергиевой лавры.
25 декабря 1985 года наместником Лавры архимандритом Алексием (Кутеповым) был пострижен в монашество с именем Ионафан.
25 февраля 1986 года архиепископом Владимирским и Суздальским Серапионом (Фадеевым) рукоположён в сан иеродиакона.
В 1986 году окончил Московскую духовную семинарию и поступил в Московскую духовную академию. В том же году распоряжением Патриарха Пимена в числе других братий переведён в Московский Данилов монастырь, где нёс послушания регента хора и сотрудника бюро по приёму иностранных гостей.
20 марта 1988 года митрополитом Волоколамским и Юрьевским Питиримом (Нечаевым) рукоположён в сан иеромонаха с отставлением в клире Данилова монастыря.
В 1990 году окончил Московскую Духовную академию и был направлен на служение в Хабаровскую епархию и назначен настоятелем Прихода блаженной Ксении Петербургской в Южно-Сахалинске.
С 1991 по 1993 год служил благочинным приходов Сахалинской области.
В 1993 году переведён настоятелем прихода в честь Всех святых, в земле Российской просиявших, в посёлке Южно-Курильск и благочинным Курильского округа. В 1994 году возведён в сан игумена.
В 1995—1997 годы служил настоятелем кафедрального Воскресенского собора в Южно-Сахалинске.
В 1996 году назначен руководителем епархиального отдела по взаимодействию с Вооружёнными силами, правоохранительными структурами и общественными организациями. С 1997 года исполнял также обязанности ответственного за выпуск епархиальной газеты.

### Архиерейство
17 июля 1997 года решением Священного Синода Русской православной церкви определено быть епископом Южно-Сахалинским и Курильским.
31 июля 1997 года в Троицком соборе Московского Данилова монастыря состоялось наречение архимандрита Ионафана в сан епископа.
1 августа 1997 года в Троицком соборе Данилова монастыря в Москве хиротонисан в сан епископа Южно-Сахалинского и Курильского. Хиротонию совершили: Патриарх Московский и всея Руси Алексий II, митрополит Крутицкий и Коломенский Ювеналий (Поярков), архиепископ Солнечногорский Сергий (Фомин), архиепископ Истринский Арсений (Епифанов), епископ Бронницкий Тихон (Емельянов), епископ Аркадий (Афонин) и епископ Зарайский Павел (Пономарёв).
Возглавляя Южносахалинскую епархию, особое внимание уделял богослужению, подготовке кандидатов в священнослужители, их духовному образованию, миссионерской работе. За это время епископом Ионафаном было освящено несколько новых храмов, основан Покровский мужской монастырь в Корсакове, открыты пастырско-богословские курсы.
29 декабря 1999 года по решению Священного Синода переведён Абаканскую и Кызылскую епархию.
1 февраля 2010 года возведён в сан архиепископа патриархом Московским и всея Руси Кириллом «во внимание к усердному служению Церкви Божией».
5 октября 2011 года в связи с образованием Кызыльской епархии титул изменён на Абаканский и Хакасский.

## Награды
- Орден Дружбы (28 декабря 2000 года) — за большой вклад в укрепление гражданского мира и возрождение духовно-нравственных традиций[8]
- Орден Преподобного Сергия Радонежского II степени (2002 год)[9]
- Почётная грамота Председателя Правительства Республики Тыва (19 августа 2005 года) — за вклад в духовное развитие населения республики и в честь 10-летия со дня образования Абаканско-Кызылской епархии[10]
- Орден Преподобного Серафима Саровского II степени (2007 год)[9]
- Орден святителя Иннокентия, митрополита Московского и Коломенского II степени (8 июня 2012) — во внимание к ревностному служению на благо Православия и в связи с отмечаемым юбилеем[11]
- Орден Республики Тыва (5 октября 2012 года)[12]
- Орден Почёта (25 марта 2013 года) — за достигнутые трудовые успехи, многолетнюю добросовестную работу и активную общественную деятельность[13]
- Орден преподобного Серафима Саровского III степени (8 июня 2017) — во внимание к трудам и в связи с 55-летием со дня рождения, а также с 20-летием архиерейской хиротонии[14]
- Орден Святителя Алексия, митрополита Московского III степени (8 июня 2022 года) — во внимание к трудам и в связи с отмечаемой знаменательной датой[15]

## Публикации
- Путь к храму // Свободный Сахалин. — 1990. — 6 декабря. — С. 8;
- Покровительница Сахалина.: Житие Блаженной Ксении Петербургской // Литературный Сахалин. — 1991. Июль. — С. 16
- Интервью / интервью — ответы: Ионафан, епископ Южно-Сахалинский и Курильский // Журнал Московской Патриархии. 1997. — № 9. — С. 12-14